# Pionier

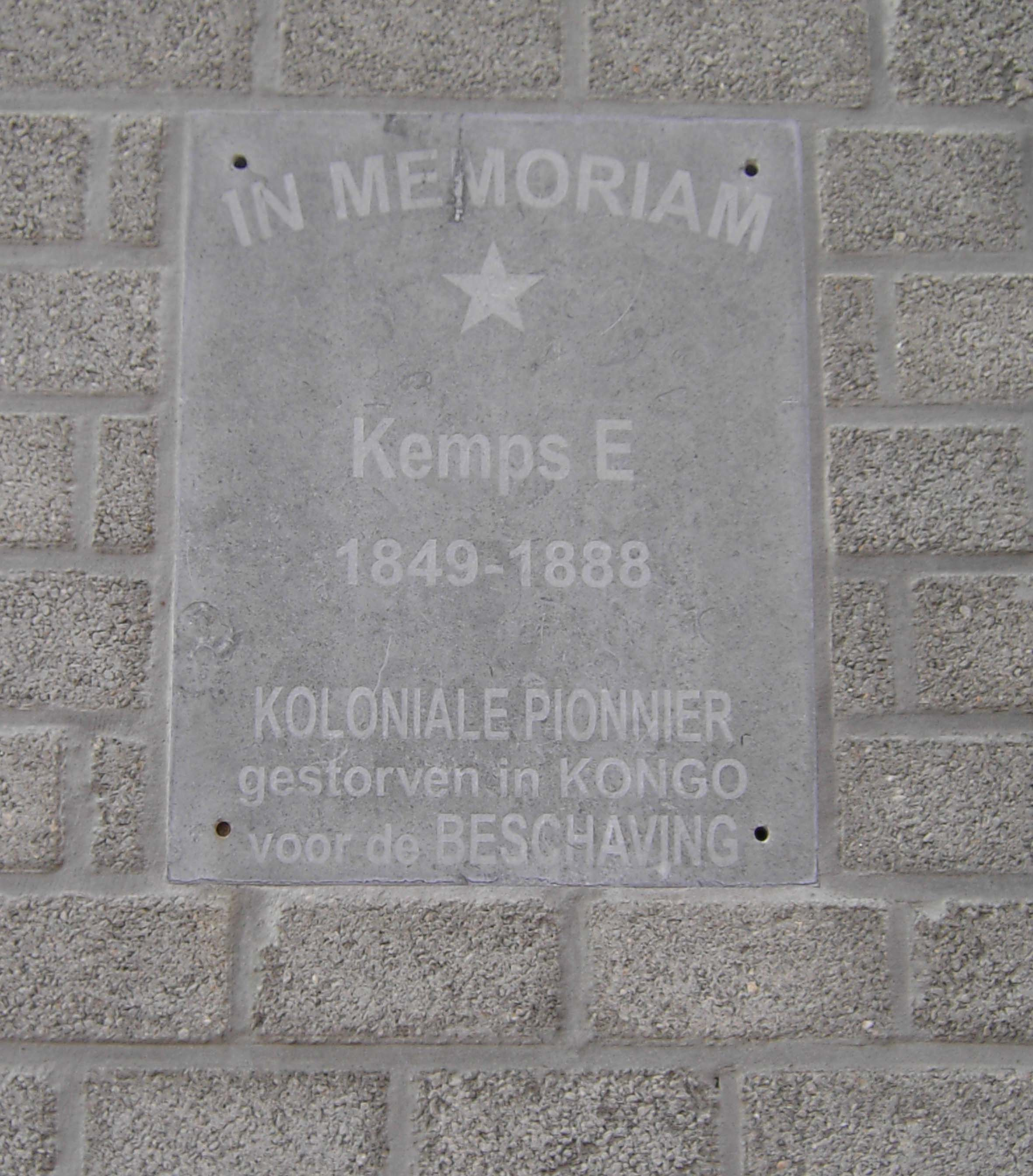
Holsbeek - gedenksteen voor een Koloniale Pionnier[sic]

Een pionier is iemand die als een van de eersten een bepaald gebied betreedt, zodat hij daar zijn weg moet vinden zonder gebruik te kunnen maken van de ervaring van anderen.
Kenmerkend voor het werk van een pionier (het zogenaamde pionieren) zijn de ontberingen die men ondergaat en de grote inspanning die men zich moet getroosten omdat allerlei voorzieningen nog ontbreken. Het werk van een pionier gaat vaak gepaard met vele mislukkingen en tegenslagen, omdat de pionier nog niet kan beschikken over methodes die zich in de praktijk bewezen hebben.
Het werk van een pionier is wel erg belangrijk, omdat anderen erop kunnen voortbouwen. Sommige personen zijn van nature een pionier. Zochten pioniers in oudere tijden een nieuwe en onbekende omgeving op, later waren zij bijvoorbeeld degenen die een nieuw bedrijf opstarten. Een echte pionier functioneert minder goed in een compleet gevestigde omgeving.

## Letterlijk
In letterlijke zin is een pionier iemand die onbekend terrein betreedt, meestal met de bedoeling om zich daar te vestigen, met de verwachting dat anderen zullen volgen. Daarbij denkt men bijvoorbeeld aan kolonisten in Amerika die zich als eerste in het wilde westen vestigden, maar ook aan de eerste bewoners van een nieuwe plaats als Lelystad.

## Figuurlijk
In figuurlijke zin is een pionier iemand die actief wordt op een bepaald gebied. Voorbeelden van gebieden waarbij van pioniers kan worden gesproken zijn: 
- techniek of technische toepassingen
  - auto-industrie
  - computertechniek
  - duurzame energie
  - luchtvaart
  - radio en televisie
  - rakettechniek
- wetenschap
  - geneeskunde
  - scheikunde
  - sterrenkunde
- kunst
  - dans
  - muziek, of een bepaalde muziekstijl
  - een bepaald genre in de literatuur, bijvoorbeeld sciencefiction
- een bedrijfstak
  - het begin van de industrialisatie
  - de eerste jaren van de ICT

## Scouting
De term pionier of pionierster werd destijds ook gebruikt in Nederland voor een speltak binnen scoutingverenigingen (padvinderij/verkennerij), voor jonge vrouwen vanaf 17 jaar en is een vertaling van het Engelse 'ranger'. Tegenwoordig zijn de pionier(ster)s samengevoegd met de variant van die speltak voor jonge mannen, voortrekkers, tot de pivo's ook wel stam of jongerentak en vanaf 2010 Roverscouts genoemd.